# Helga Schultze-Hösl
Helga Schultze-Hösl (z domu Schultze; ur. 2 lutego 1940 w Berlinie, zm. 12 września 2015) – niemiecka tenisistka. Finalistka wielkoszlemowego French Championships 1964 w grze podwójnej, reprezentantka kraju w Pucharze Federacji, finalistka tych rozgrywek z 1966 i 1970 roku. Pięciokrotna mistrzyni Niemiec w latach 1964, 1967, 1970, 1973–1974. Jej ulubioną nawierzchnią była ceglana mączka, na której wygrała wszystkie swoje tytuły w grze pojedynczej.

## Kariera tenisowa
Helga Schultze miała silny forhend i często posługiwała się drop-shotem, z biegiem lat poprawiła także bekhend i serwis. Po raz pierwszy na światowych kortach zaistniała na początku lat 60., a w pierwszym finale wystąpiła już w październiku 1961 roku w Casablance. Pół roku wcześniej triumfowała w zawodach deblowych w Wiesbaden. Na początku kwietnia 1962 roku triumfowała w turniejach na ziemnych kortach we Francji – w Antibes i Cannes. W obu finałach pokonała Deidre Catt. W Cannes wystąpiła również w finale debla (w parze ze Zsuzsą Körmöczy uległy Christiane Mercelis i Renate Ostermann 6:4, 3:6, 2:6). Dwa miesiące później, w Wiesbaden, znowu wystąpiła w finałach obu konkurencji, gdzie finał singla przegrała z Darlene Hard 2:6, 4:6, a w grze podwójnej triumfowała.
W maju 1964 roku w ćwierćfinale w Berlinie pokonała trzecią rakietę świata Lesley Turner 6:1, 9:7. Decydujący mecz turnieju Schultze przegrała już jednak z Margaret Smith 2:6, 1:6. W tym samym miesiącu rozpoczął się wielkoszlemowy French Championships, w którym niemiecka tenisistka osiągnęła swój najlepszy rezultat zarówno w grze pojedynczej, jak i podwójnej. W czwartej rundzie pokonała rozstawioną z numerem 4. Nancy Richey, w ćwierćfinale wyeliminowała Jan Lehane (piąta w turnieju), by osiągnąć półfinał, w którym została powstrzymana ponownie przez Smith (1) 3:6, 6:4, 2:6. W zawodach deblowych wystąpiła z Normą Baylon. W trzeciej rundzie wyeliminowały Richey i Karen Susman 10:8, 3:6, 6:2, a w półfinale Marię Bueno i Robyn Ebbern 6:3, 1:6, 6:3, dzięki czemu awansowały do pierwszego finału turnieju wielkoszlemowego w karierze (dla obu tenisistek był to debiut na tym etapie tej rangi zawodów). Mecz mistrzowski został jednak zdominowany przez najlepszy duet lat sześćdziesiątych: Margaret Smith i Lesley Turner – 3:6, 0:6.
Ponad miesiąc po tym osiągnięciu udało się Schultze po raz pierwszy wygrać grę pojedynczą i podwójną w jednym turnieju. Miało to miejsce w Brunszwiku, gdzie w singlu pokonała w finale Helgę Niessen 3:6, 8:6, 6:2, a w deblu u boku Heide Schildknecht ograły ponownie Niessen i Renate Ostermann 6:1, 1:6, 6:2. Na drugi taki rezultat musiała czekać aż do kwietnia 1971 roku (triumf w Palermo).
W kwietniu 1965 roku wygrała w grze pojedynczej w dużym turnieju w Nicei. W półfinale wyeliminowała Gail Sherriff, która z kolei zrewanżowała się Niemce w finale gry podwójnej. Tydzień później podczas zawodów w Monte Carlo pokonała w półfinale Judy Tegart 8:6, 6:2, ale w meczu mistrzowskim musiała uznać wyższość młodszej o dwa lata Françoise Durr 5:7, 3:6. Wygrała za to rywalizację gry mieszanej po walkowerze od finałowych przeciwników Judy Tegart–Allan Stone. Jak się później okazało, był to ostatni triumf w tej kategorii w karierze Schultze. Miesiąc później na French Championships została rozstawiona z numerem ósmym. Przegrała jednak już w czwartej rundzie ze swoją partnerką deblową Normą Baylon 6:1, 4:6, 2:6. W grze podwójnej z Baylon doszły do ćwierćfinału, w którym uległy, drugi raz w ciągu ponad miesiąca, siostrom Sherriff – Carol i Gail 2:6, 8:10. Podczas Wimbledonu w 1965 roku w grze podwójnej w parze z Eddą Buding osiągnęła fazę półfinałową, w której uległa Françoise Durr i Jeanine Lieffrig 4:6, 5:7. W lipcu 1966 roku w drodze po tytuł w Gstaad w półfinale zrewanżowała się pierwszej rakiecie turnieju – Durr 1:6, 8:6, 6:2. W meczu mistrzowskim ograła swoją deblową partnerkę Sonję Pachtę 6:1, 6:1. W walce o tytuł w grze podwójnej niemiecko–austriacka para oddała spotkanie walkowerem Robercie Beltrame i Durr.
W maju 1967 podczas French Championships w czwartej rundzie wyeliminowała rozstawioną z numerem piątym Rosie Casals 6:1, 6:4. W czerwcu 1968 roku wygrała swój pierwszy tytuł w singlu w Erze Open. W Berlinie w dwóch ostatnich rundach pokonała australijskie tenisistki Lesley Turner Bowrey 6:2, 6:1 i Margaret Smith Court 6:1, 7:5. W finale debla wraz z Helgą Niessen nie sprostały Smith Court i Virginii Wade 4:6, 3:6.
W lipcu 1970 roku pokonała swoją najczęstszą rywalkę tenisową Helgę Niessen 6:1, 6:3 w decydującym meczu w Düsseldorfie. Miesiąc później w Hamburgu w ćwierćfinale ograła Judy Tegart Dalton 7:9, 6:1, 6:3, w kolejnym meczu Kerry Melville 6:3, 3:6, 6:4, a w finale ponownie Helgę Niessen 6:3, 6:3, odnosząc największy sukces w singlowej karierze. Tydzień później po raz trzeci ograła Niessen w finale w Brunszwiku. W listopadzie tego roku otrzymała najwyższe wyróżnienie przyznawane niemieckim sportowcom Srebrny Liść Laurowy.
W maju 1974 roku w Hamburgu Schultze-Hösl przegrała w ćwierćfinale ze wschodzącą gwiazdą tenisa, dwukrotnie młodszą od siebie, Martiną Navrátilovą 6:7, 1:6. Porażkę z młodą reprezentantką Czechosłowacji Niemka powetowała sobie w grze podwójnej. W parze z Raquel Giscafré w finałowym meczu ograła Navrátilovą i Renátę Tomanovą 6:3, 6:2. Dwa miesiące później w Gstaad odniosła ostatnie zwycięstwo turniejowe w karierze. W wieku 34 lat 5 miesięcy i 6 dni pokonała Leę Pericoli 4:6, 6:4, 6:3, stając się najstarszą triumfatorką turnieju tenisowego w Erze Open (rekord Helgi Schultze pobiła trzy miesiące później Maria Bueno: triumf w Tokio w październiku 1974 roku w wieku 34 lat 11 miesięcy i 26 dni).
Karierę zakończyła po sezonie 1974, ale pojawiła się jeszcze raz w rozgrywkach w październiku 1978 roku – przegrała w drugiej rundzie singla w Barcelonie.

## Życie prywatne
Helga Schultze urodziła się w Berlinie, ale wkrótce rodzina przeniosła się na Śląsk. Po zakończeniu II wojny światowej przeprowadzili się do Hanau, gdzie młoda tenisistka zaczęła stawiać pierwsze kroki w tym sporcie. Słynęła ze swojej urody i wdzięku. Została wyróżniona miejscem na okładce magazynu Sports Illustrated z 27 sierpnia 1962 roku, a pod jej zdjęciem widniał podpis „Najpiękniejsza w świecie tenisa”.
Helga Schultze w trakcie trwania kariery tenisowej, 16 lipca 1968 roku, wyszła za mąż za Ernsta Hösla. Latem 1972 roku urodziła drugą córkę Stephanie. Schultze ponownie wyszła za mąż w połowie grudnia 1988 roku, za Davida Martina Thaw. Po zakończeniu kariery tenisowej napisała kilka książek o tenisie, w tym autobiografię w 2013 roku, i o zdrowym odżywianiu. Zmarła 12 września 2015 roku po długiej chorobie nowotworowej.

## Historia występów wielkoszlemowych
Legenda
     W, wygrany turniej
     F, przegrana w finale
     SF, przegrana w półfinale
     QF, przegrana w ćwierćfinale
     xR, przegrana w x rundzie
      A, brak startu
     NH, turniej się nie odbył
Turniej Australian Open odbył się dwukrotnie w 1977 roku (styczeń i grudzień), za to nie został rozegrany w 1986.
     Początek Ery Open

### Występy w grze pojedynczej
| Australian Open        | A    | A  | A  | A  | A  | A  | A  | A  | A  |    | A  | A  | A  | A | A  | A  | 0 / 0          | 0 – 0           |  |  |  |  |  |  |  |  |  |
| French Open            | A    | 3R | 3R | 3R | SF | 4R | QF | QF |    | A  | A  | 2R | A  | A | 1R | A  | 0 / 9 (0 / 2)  | 20 – 9 (1 – 2)  |  |  |  |  |  |  |  |  |  |
| Wimbledon              | A    | 3R | 4R | 3R | 1R | 3R | 3R | A  |    | 3R | A  | A  | A  | A | A  | A  | 0 / 7 (0 / 1)  | 9 – 7 (1 – 1)   |  |  |  |  |  |  |  |  |  |
| US Open                | A    | A  | 3R | A  | 3R | A  | A  | A  |    | A  | A  | A  | A  | A | A  | A  | 0 / 2 (0 / 0)  | 3 – 2 (0 – 0)   |  |  |  |  |  |  |  |  |  |
|                        |      |    |    |    |    |    |    |    |    |    |    |    |    |   |    |    |                |                 |  |  |  |  |  |  |  |  |  |
| Ranking na koniec roku | 1403 | 26 | 24 | 22 | 5  | 22 | 16 | 19 | 45 | 45 | 61 | 31 | 30 | – | 92 | 73 | 0 / 18 (0 / 3) | 32 – 18 (2 – 3) |  |  |  |  |  |  |  |  |  |

### Występy w grze podwójnej
| Australian Open        | A                           | A                           | A                           | A                           | A                           | A                           | A                           | A                           | A                           |                             | A                           | A                           | A                           | A                           | A                           | A                           | 0 / 0          | 0 – 0           |  |  |  |  |  |  |  |  |  |  |  |  |  |  |  |  |  |  |  |
| French Open            | A                           | 3R                          | 2R                          | 2R                          | F                           | QF                          | QF                          | 3R                          |                             | A                           | A                           | QF                          | A                           | A                           | A                           | A                           | 0 / 8 (0 / 1)  | 14 – 8 (2 – 1)  |  |  |  |  |  |  |  |  |  |  |  |  |  |  |  |  |  |  |  |
| Wimbledon              | A                           | 1R                          | 2R                          | 1R                          | 2R                          | SF                          | 1R                          | A                           |                             | 3R                          | A                           | A                           | A                           | A                           | A                           | A                           | 0 / 7 (0 / 1)  | 6 – 7 (1 – 1)   |  |  |  |  |  |  |  |  |  |  |  |  |  |  |  |  |  |  |  |
| US Open                | A                           | A                           | A                           | A                           | A                           | A                           | A                           | A                           |                             | A                           | A                           | A                           | A                           | A                           | A                           | A                           | 0 / 0          | 0 – 0           |  |  |  |  |  |  |  |  |  |  |  |  |  |  |  |  |  |  |  |
|                        |                             |                             |                             |                             |                             |                             |                             |                             |                             |                             |                             |                             |                             |                             |                             |                             |                |                 |  |  |  |  |  |  |  |  |  |  |  |  |  |  |  |  |  |  |  |
| Ranking na koniec roku | Ranking nie był publikowany | Ranking nie był publikowany | Ranking nie był publikowany | Ranking nie był publikowany | Ranking nie był publikowany | Ranking nie był publikowany | Ranking nie był publikowany | Ranking nie był publikowany | Ranking nie był publikowany | Ranking nie był publikowany | Ranking nie był publikowany | Ranking nie był publikowany | Ranking nie był publikowany | Ranking nie był publikowany | Ranking nie był publikowany | Ranking nie był publikowany | 0 / 15 (0 / 2) | 20 – 15 (3 – 2) |  |  |  |  |  |  |  |  |  |  |  |  |  |  |  |  |  |  |  |

### Występy w grze mieszanej
| Australian Open | A | A | A  | A  | A  | A  | A  | A | A |   | A | nie był rozgrywany | nie był rozgrywany | nie był rozgrywany | nie był rozgrywany | nie był rozgrywany | 0 / 0         | 0 – 0         |  |  |  |  |  |  |  |  |  |  |  |  |  |  |  |  |  |
| French Open     | A | A | 1R | 3R | 2R | 3R | QF | A |   | A | A | A                  | A                  | A                  | A                  | A                  | 0 / 5 (0 / 0) | 8 – 5 (0 – 0) |  |  |  |  |  |  |  |  |  |  |  |  |  |  |  |  |  |
| Wimbledon       | A | A | 2R | 2R | A  | 2R | 3R | A |   | A | A | A                  | A                  | A                  | A                  | A                  | 0 / 4 (0 / 0) | 1 – 4 (0 – 0) |  |  |  |  |  |  |  |  |  |  |  |  |  |  |  |  |  |
| US Open         | A | A | A  | A  | A  | A  | A  | A |   | A | A | A                  | A                  | A                  | A                  | A                  | 0 / 0         | 0 – 0         |  |  |  |  |  |  |  |  |  |  |  |  |  |  |  |  |  |
|                 |   |   |    |    |    |    |    |   |   |   |   |                    |                    |                    |                    |                    |               |               |  |  |  |  |  |  |  |  |  |  |  |  |  |  |  |  |  |
|                 |   |   |    |    |    |    |    |   |   |   |   |                    |                    |                    |                    |                    | 0 / 9         | 9 – 9         |  |  |  |  |  |  |  |  |  |  |  |  |  |  |  |  |  |

## Finały turniejów WTA[7]
| Legenda                | Legenda |
| ---------------------- | ------- |
| Wielki Szlem           |         |
| Igrzyska olimpijskie   |         |
| WTA Tour Championships |         |
| 1971 – 1987            |         |
| Virginia Slims Circuit |         |
| Grand Prix Series      |         |
| Colgate Series         |         |

### Gra pojedyncza 49 (33–16)

#### Przed Erą Open 29 (16–13)
| Końcowy wynik | Nr  | Data                 | Turniej                   | Nawierzchnia  | Przeciwniczka     | Wynik finału  |
| ------------- | --- | -------------------- | ------------------------- | ------------- | ----------------- | ------------- |
| Finalistka    | 1.  | 23 października 1961 | Casablanca                | Twarda        | Silvana Lazzarino | 2:6, 3:6      |
| Zwyciężczyni  | 1.  | 1 kwietnia 1962      | Antibes                   | Ceglana       | Deidre Catt       | 3:6, 6:1, 7:5 |
| Zwyciężczyni  | 2.  | 8 kwietnia 1962      | Cannes                    | Ceglana       | Deidre Catt       | 4:6, 7:5, 6:4 |
| Finalistka    | 2.  | 3 czerwca 1962       | Wiesbaden                 | Ceglana       | Darlene Hard      | 2:6, 4:6      |
| Finalistka    | 3.  | 19 sierpnia 1962     | Burummana                 | Ceglana       | Jean Forbes       | 3:6, 3:6      |
| Zwyciężczyni  | 3.  | 2 września 1962      | Istambuł                  | Twarda        | Pia Balling       | 6:4, 6:1      |
| Finalistka    | 4.  | 28 lipca 1963        | Brunszwik                 | Ceglana       | Edda Buding       | brak danych   |
| Finalistka    | 5.  | 18 sierpnia 1963     | Sankt Moritz              | Ceglana       | Mary Habicht      | 6:1, 4:6, 5:7 |
| Finalistka    | 6.  | 22 września 1963     | Freiburg                  | Ceglana       | Renée Schuurman   | 3:6, 6:8      |
| Finalistka    | 7.  | 22 marca 1964        | Aleksandria               | Ceglana       | Jan Lehane        | 6:3, 3:6, 4:6 |
| Finalistka    | 8.  | 17 maja 1964         | Berlin                    | Ceglana       | Margaret Smith    | 2:6, 1:6      |
| Zwyciężczyni  | 4.  | 26 lipca 1964        | Brunszwik                 | Ceglana       | Helga Niessen     | 3:6, 8:6, 6:2 |
| Finalistka    | 9.  | 7 marca 1965         | Moskwa                    | Twarda (hala) | Vlasta Vopičková  | 4:6, 9:7, 2:6 |
| Zwyciężczyni  | 5.  | 11 kwietnia 1965     | Nicea                     | Ceglana       | Jill Blackman     | 7:5, 6:2      |
| Finalistka    | 10. | 18 kwietnia 1965     | Monte Carlo               | Ceglana       | Françoise Durr    | 5:7, 3:6      |
| Zwyciężczyni  | 6.  | 25 kwietnia 1965     | Madryt                    | Ceglana       | Edda Buding       | 3:6, 6:0, 6:3 |
| Zwyciężczyni  | 7.  | 7 czerwca 1965       | Berlin                    | Ceglana       | Jill Blackman     | 6:4, 6:8, 6:1 |
| Finalistka    | 11. | 24 maja 1966         | Wiesbaden                 | Ceglana       | Annette Van Zyl   | 4:6, 2:6      |
| Zwyciężczyni  | 8.  | 10 lipca 1966        | Düsseldorf                | Ceglana       | Edda Buding       | 7:5, 4:6, 6:1 |
| Zwyciężczyni  | 9.  | 17 lipca 1966        | Gstaad                    | Ceglana       | Sonja Pachta      | 6:1, 6:1      |
| Zwyciężczyni  | 10. | 1 sierpnia 1966      | Baden-Baden               | Ceglana       | Helga Niessen     | 6:3, 3:6, 7:5 |
| Finalistka    | 12. | 15 sierpnia 1966     | Monachium                 | Ceglana       | Helga Niessen     | brak danych   |
| Zwyciężczyni  | 11. | 3 października 1966  | Barcelona                 | Ceglana       | Alice Tym         | 6:1, 6:2      |
| Zwyciężczyni  | 12. | 27 marca 1967        | Monte Carlo               | Ceglana       | Gail Sherriff     | 6:4, 6:2      |
| Finalistka    | 13. | 15 maja 1967         | Berlin                    | Ceglana       | Pat Walkden       | 6:2, 1:6, 2:6 |
| Zwyciężczyni  | 13. | 12 lipca 1967        | Travemünde                | Ceglana       | Helga Niessen     | 4:6, 7:5, 6:3 |
| Zwyciężczyni  | 14. | 18 lipca 1967        | Düsseldorf                | Ceglana       | Gail Sherriff     | 3:6, 6:3, 6:0 |
| Zwyciężczyni  | 15. | 13 sierpnia 1967     | Knokke-Heist              | Ceglana       | Judy Tegart       | 6:4, 6:3      |
| Zwyciężczyni  | 16. | 28 sierpnia 1967     | Pörtschach am Wörther See | Ceglana       | Helga Niessen     | 6:4, 6:2      |

#### W Erze Open 20 (17–3)
| Końcowy wynik | Nr  | Data                 | Turniej                | Nawierzchnia | Przeciwniczka             | Wynik finału    |
| ------------- | --- | -------------------- | ---------------------- | ------------ | ------------------------- | --------------- |
| Zwyciężczyni  | 1.  | 3 czerwca 1968       | Berlin                 | Ceglana      | Margaret Smith Court      | 6:1, 7:5        |
| Finalistka    | 1.  | 20 lipca 1968        | Ingolstadt             | Ceglana      | Helga Niessen             | 1:6, 15:13, 3:6 |
| Finalistka    | 2.  | 27 lipca 1969        | Monachium              | Ceglana      | Karen Krantzcke           | 8:6, 2:6, 1:6   |
| Zwyciężczyni  | 2.  | 4 sierpnia 1969      | Bad Neuenahr-Ahrweiler | Ceglana      | Helga Niessen             | 5:7, 7:5, 6:4   |
| Zwyciężczyni  | 3.  | 12 lipca 1970        | Düsseldorf             | Ceglana      | Helga Niessen             | 6:1, 6:3        |
| Zwyciężczyni  | 4.  | 17 sierpnia 1970     | Hamburg                | Ceglana      | Helga Niessen             | 6:3, 6:3        |
| Zwyciężczyni  | 5.  | 30 sierpnia 1970     | Brunszwik              | Ceglana      | Helga Niessen Masthoff    | 6:3, 2:6, 6:2   |
| Zwyciężczyni  | 6.  | 25 października 1970 | Barcelona              | Ceglana      | Susan Alexander           | 6:1, 6:1        |
| Zwyciężczyni  | 7.  | 18 kwietnia 1971     | Palermo                | Ceglana      | Gail Sherriff Chanfreau   | 6:3, 4:6, 7:6   |
| Zwyciężczyni  | 8.  | 1 maja 1971          | Paryż                  | Ceglana      | Brenda Kirk               | 4:6, 6:2, 6:1   |
| Zwyciężczyni  | 9.  | 8 sierpnia 1971      | Monachium              | Ceglana      | Valerie Ziegenfuss        | 6:1, 6:3        |
| Zwyciężczyni  | 10. | 24 października 1971 | Barcelona              | Ceglana      | Ana María Arias           | 6:1, 6:2        |
| Zwyciężczyni  | 11. | 20 maja 1973         | Paryż                  | Ceglana      | Raquel Giscafré           | 6:1, 6:4        |
| Zwyciężczyni  | 12. | 29 lipca 1973        | Monachium              | Ceglana      | Raquel Giscafré           | 4:6, 6:2, 6:1   |
| Zwyciężczyni  | 13. | 12 sierpnia 1973     | Brunszwik              | Ceglana      | brak danych               | brak danych     |
| Zwyciężczyni  | 14. | 14 października 1973 | Barcelona              | Ceglana      | Nathalie Fuchs            | 6:2, 7:5        |
| Zwyciężczyni  | 15. | 21 października 1973 | Madryt                 | Ceglana      | Michèle Gurdal            | 6:1, 6:2        |
| Finalistka    | 3.  | 3 marca 1974         | Kair                   | Ceglana      | Marie Neumanová Pinterová | 6:2, 1:6, 2:6   |
| Zwyciężczyni  | 16. | 3 czerwca 1974       | Berlin                 | Ceglana      | Raquel Giscafré           | 6:4, 6:0        |
| Zwyciężczyni  | 17. | 14 lipca 1974        | Gstaad                 | Ceglana      | Lea Pericoli              | 4:6, 6:4, 6:3   |

### Gra podwójna 51 (24–27)

#### Przed Erą Open 33 (16–18)
| Końcowy wynik | Nr  | Data              | Turniej              | Nawierzchnia  | Partnerka           | Przeciwniczki                         | Wynik finału  |
| ------------- | --- | ----------------- | -------------------- | ------------- | ------------------- | ------------------------------------- | ------------- |
| Finalistka    | 1.  | 19 marca 1961     | Mentona              | Ceglana       | Edda Buding         | Deidre Catt Pauline Roberts           | 4:6, 5:7      |
| Finalistka    | 2.  | 4 maja 1961       | Stuttgart            | Ceglana       | Edda Buding         | Mimi Arnold Belmar Gunderson          | 4:6, 1:6      |
| Zwyciężczyni  | 1.  | 14 maja 1961      | Wiesbaden            | Ceglana       | Edda Buding         | Deidre Catt Angela Mortimer           | 7:5, 6:8, 6:2 |
| Finalistka    | 3.  | 4 lutego 1962     | Brema                | Ceglana       | Edda Buding         | Christiane Mercelis Renate Ostermann  | 6:8, 6:4, 4:6 |
| Finalistka    | 4.  | 8 kwietnia 1962   | Cannes               | Twarda        | Zsuzsa Körmöczy     | Christiane Mercelis Renate Ostermann  | 6:4, 3:6, 2:6 |
| Zwyciężczyni  | 2.  | 3 czerwca 1962    | Wiesbaden            | Ceglana       | Carmen Coronado     | Darlene Hard Stock                    | 6:3, 6:4      |
| Zwyciężczyni  | 3.  | 22 lipca 1962     | Brunszwik            | Ceglana       | Edda Buding         | brak danych                           | brak danych   |
| Zwyciężczyni  | 4.  | 3 lutego 1963     | Kolonia              | Twarda (hala) | Ann Haydon-Jones    | Christiane Mercelis Renate Ostermann  | 6:3, 6:2      |
| Finalistka    | 5.  | 24 marca 1963     | San Juan             | Twarda        | Edda Buding         | Maria Bueno Darlene Hard              | 5:7, 1:6      |
| Zwyciężczyni  | 5.  | 28 lipca 1963     | Brunszwik            | Ceglana       | Edda Buding         | brak danych                           | brak danych   |
| Finalistka    | 6.  | 4 sierpnia 1963   | Baden-Baden          | Ceglana       | Norma Baylon        | Margaret Hunt Annette Van Zyl         | 6:4, 3:6, 3:6 |
| Finalistka    | 7.  | 22 września 1963  | Freiburg             | Ceglana       | Margot Schultze     | Margot Dohrer Renée Schuurman         | 1:6, 3:6      |
| Finalistka    | 8.  | 10 listopada 1963 | Buenos Aires         | Ceglana       | Christine Truman    | Norma Baylon Věra Suková              | 6:2, 3:6, 4:6 |
| Zwyciężczyni  | 6.  | 19 listopada 1963 | Santiago             | Ceglana       | Maria Tort de Ayala | Norma Baylon Carmen Ibarra            | 6:2, 6:3      |
| Zwyciężczyni  | 7.  | 15 marca 1964     | Kair                 | Ceglana       | Christine Truman    | Jan Lehane Madonna Schacht            | 6:4, 6:4      |
| Zwyciężczyni  | 8.  | 22 marca 1964     | Aleksandria          | Ceglana       | Christine Truman    | Jan Lehane Madonna Schacht            | 6:4, 7:5      |
| Finalistka    | 9.  | 30 marca 1964     | Monte Carlo          | Ceglana       | Heide Schildknecht  | Sylvana Lazzarino Lea Pericoli        | 6:4, 2:6, 0:6 |
| Zwyciężczyni  | 9.  | 5 kwietnia 1964   | Aix-en-Provence      | Ceglana       | Jan Lehane          | Jeanine Lieffrig Madonna Schacht      | 6:3, 7:5      |
| Zwyciężczyni  | 10. | 5 kwietnia 1964   | Bournemouth          | Ceglana       | Jan Lehane          | Joyce Barclay-Williams Carole Rosser  | 8:6, 6:1      |
| Zwyciężczyni  | 11. | 2 maja 1964       | Hurlingham           | Ceglana       | Norma Baylon        | Jan Lehane Nancy Richey               | 7:5, 6:4      |
| Finalistka    | 10. | 31 maja 1964      | French Championships | Ceglana       | Norma Baylon        | Margaret Smith Lesley Turner          | 3:6, 0:6      |
| Finalistka    | 11. | 13 czerwca 1964   | Bristol              | Trawiasta     | Norma Baylon        | Rita Bentley Karen Susman             | 4:6, 5:7      |
| Zwyciężczyni  | 12. | 26 lipca 1964     | Brunszwik            | Ceglana       | Heide Schildknecht  | Helga Niessen Renate Ostermann        | 6:1, 1:6, 6:2 |
| Finalistka    | 12. | 2 sierpnia 1964   | Baden-Baden          | Ceglana       | Norma Baylon        | Maria Bueno Donna Fales               | 3:6, 3:6      |
| Finalistka    | 13. | 11 sierpnia 1964  | Hamburg              | Ceglana       | Norma Baylon        | Margaret Smith Lesley Turner          | 2:6, 6:3, 2:6 |
| Zwyciężczyni  | 13. | 13 września 1964  | Kansas City          | Ceglana       | Heide Schildknecht  | Sheila Pearl Patsy Rippy              | 6:1, 6:2      |
| Finalistka    | 14. | 7 marca 1965      | Moskwa               | Twarda (hala) | Vlasta Vopičková    | Galina Bakszejewa Anna Dmitrijewa     | 4:6, 9:7, 2:6 |
| Finalistka    | 15. | 11 kwietnia 1965  | Nicea                | Ceglana       | Julie Heldman       | Carol Sherriff Gail Sherriff          | 3:6, 8:6, 4:6 |
| Zwyciężczyni  | 14. | 18 lipca 1965     | Gstaad               | Ceglana       | Norma Baylon        | Françoise Durr Janine Lieffrig        | 7:5, 6:2      |
| Zwyciężczyni  | 15. | 24 maja 1966      | Wiesbaden            | Ceglana       | Edda Buding         | Glenda Swan Pat Walkden               | 6:0, 6:1      |
| Finalistka    | 16. | 17 lipca 1966     | Gstaad               | Ceglana       | Sonja Pachta        | Roberta Beltrame Françoise Durr       | walkower      |
| Zwyciężczyni  | 16. | 24 lipca 1966     | Brunszwik            | Ceglana       | Edda Buding         | Helga Niessen Heide Schildknecht Orth | 6:0, 6:0      |
| Finalistka    | 17. | 1 sierpnia 1966   | Baden-Baden          | Ceglana       | Edda Buding         | Norma Baylon Annette van Zyl          | 6:4, 4:6, 4:6 |
| Finalistka    | 18. | 18 lipca 1967     | Düsseldorf           | Ceglana       | Edda Buding         | Helga Niessen Heide Orth              | 6:3, 3:6      |

#### W Erze Open 17 (8–9)
| Końcowy wynik     | Nr | Data                 | Turniej      | Nawierzchnia | Partnerka               | Przeciwniczki                       | Wynik finału                          |
| ----------------- | -- | -------------------- | ------------ | ------------ | ----------------------- | ----------------------------------- | ------------------------------------- |
| Finalistka        | 1. | 3 czerwca 1968       | Berlin       | Ceglana      | Helga Niessen           | Margaret Smith Court Virginia Wade  | 4:6, 3:6                              |
| Nierozstrzygnięte | 2. | 20 lipca 1968        | Ingolstadt   | Ceglana      | Edda Buding             | Helga Niessen Almut Sturm           | mecz nie odbył się z powodu ciemności |
| Finalistka        | 3. | 18 sierpnia 1968     | Knokke-Heist | Ceglana      | Judy Tegart             | Carol Sherriff Gail Sherriff        | 6:4, 4:6, 4:6                         |
| Zwyciężczyni      | 1. | 13 lipca 1969        | Düsseldorf   | Ceglana      | Edda Buding             | Helen Gourlay Laura Rossouw         | 6:1, 6:3                              |
| Finalistka        | 4. | 10 sierpnia 1969     | Hamburg      | Ceglana      | Edda Buding             | Helga Niessen Judy Tegart           | 1:6, 4:6                              |
| Finalistka        | 5. | 18 maja 1970         | Berlin       | Ceglana      | Karen Krantzcke         | Judy Tegart Dalton Virginia Wade    | 6:4, 5:7, 0:6                         |
| Finalistka        | 6. | 12 lipca 1970        | Düsseldorf   | Ceglana      | Betty Stöve             | Helga Niessen Heide Orth            | 4:6, 6:4, 14:16                       |
| Finalistka        | 7. | 30 sierpnia 1970     | Brunszwik    | Ceglana      | Katja Ebbinghaus        | Helga Niessen Masthoff Heide Orth   | 2:6, 2:6                              |
| Zwyciężczyni      | 2. | 18 kwietnia 1971     | Palermo      | Ceglana      | Gail Sherriff Chanfreau | Miroslava Holubová Marie Neumanová  | 6:4, 6:3                              |
| Zwyciężczyni      | 3. | 25 kwietnia 1971     | Katania      | Ceglana      | Gail Sherriff Chanfreau | Pam Teeguarden Virginia Wade        | 6:4, 6:4                              |
| Finalistka        | 8. | 31 maja 1971         | Berlin       | Ceglana      | Katja Ebbinghaus        | Helga Niessen Masthoff Heide Orth   | 6:3, 5:7, 2:6                         |
| Finalistka        | 9. | 8 sierpnia 1971      | Düsseldorf   | Ceglana      | Betty Stöve             | Helga Niessen Masthoff Heide Orth   | 3:6, 4:6                              |
| Zwyciężczyni      | 4. | 24 października 1971 | Barcelona    | Ceglana      | Margot Schultze Gisbert | Ana María Arias Cynthia Sieler      | 6:4, 6:2                              |
| Zwyciężczyni      | 5. | 21 października 1973 | Madryt       | Ceglana      | Renáta Tomanová         | Ana María Arias Inés Roget          | 6:2, 6:4                              |
| Zwyciężczyni      | 6. | 26 maja 1974         | Hamburg      | Ceglana      | Raquel Giscafré         | Martina Navrátilová Renáta Tomanová | 6:3, 6:1                              |
| Zwyciężczyni      | 7. | 3 czerwca 1974       | Berlin       | Ceglana      | Raquel Giscafré         | Kora Creydt Heidi Reetmeyer         | 6:1, 6:1                              |
| Zwyciężczyni      | 8. | 14 lipca 1974        | Gstaad       | Ceglana      | Lea Pericoli            | Kayoko Fukuoka Michelle Rodríguez   | 6:2, 6:0                              |

### Gra mieszana 15 (7–8)

#### Przed Erą Open 14 (7–7)
| Końcowy wynik | Nr | Data              | Turniej         | Nawierzchnia | Partner              | Przeciwnicy                           | Wynik finału  |
| ------------- | -- | ----------------- | --------------- | ------------ | -------------------- | ------------------------------------- | ------------- |
| Zwyciężczyni  | 1. | 12 lipca 1959     | Brunszwik       | Ceglana      | Wilhelm Bungert      | Margot Dittmeyer Horst Hermann        | brak danych   |
| Zwyciężczyni  | 2. | 22 lipca 1962     | Brunszwik       | Ceglana      | Wilhelm Bungert      | brak danych                           | brak danych   |
| Zwyciężczyni  | 3. | 19 sierpnia 1962  | Burummana       | Ceglana      | Wilhelm Bungert      | Valerie Forbes Bobby Wilson           | 6:3, 6:3      |
| Finalistka    | 1. | 25 sierpnia 1963  | Sankt Moritz    | Ceglana      | Robert Howe          | Renée Schuurman Wilhelm Bungert       | 5:7, 2:6      |
| Finalistka    | 2. | 22 września 1963  | Freiburg        | Ceglana      | Ladislav Legenstein  | Renée Schuurman Wilhelm Bungert       | 3:6, 6:4, 0:6 |
| Zwyciężczyni  | 4. | 19 listopada 1963 | Santiago        | Ceglana      | Nicola Pietrangeli   | Norma Baylon Patricio Rodríguez       | 5:7, 6:4, 7:5 |
| Finalistka    | 3. | 22 marca 1964     | Aleksandria     | Ceglana      | Harald Elschenbroich | Carmen Coronado José Edison Mandarino | 6:4, 7:5      |
| Zwyciężczyni  | 5. | 5 kwietnia 1964   | Aix-en-Provence | Ceglana      | István Gulyás        | Jan Lehane Ladislav Legenstein        | 6:2, 2:6, 6:4 |
| Finalistka    | 4. | 18 kwietnia 1964  | Chingford       | Ceglana      | Mike Sangster        | Norma Baylon Roger Taylor             | 1:6, 4:6      |
| Zwyciężczyni  | 6. | 11 sierpnia 1964  | Hamburg         | Ceglana      | Nikola Pilić         | Annette van Zyl Thomaz Koch           | 3:6, 6:2, 6:1 |
| Zwyciężczyni  | 7. | 18 kwietnia 1965  | Monte Carlo     | Ceglana      | Jiří Javorský        | Judy Tegart Allan Stone               | walkower      |
| Finalistka    | 5. | 7 czerwca 1965    | Berlin          | Ceglana      | Nikola Pilić         | Heide Schildknecht Orth Lew Gerrard   | 4:6, 4:6      |
| Finalistka    | 6. | 6 czerwca 1966    | Bielefeld       | Ceglana      | Juan Gisbert         | Heide Schildknecht Orth Bobby Wilson  | 2:6, 3:6      |
| Finalistka    | 7. | 11 czerwca 1966   | Bristol         | Trawiasta    | Osamu Ishiguro       | Norma Baylon Pancho Guzmán            | 3:6, 7:9      |

#### W Erze Open 1 (0–1)
| Końcowy wynik | Nr | Data         | Turniej | Nawierzchnia | Partner              | Przeciwnicy                  | Wynik finału  |
| ------------- | -- | ------------ | ------- | ------------ | -------------------- | ---------------------------- | ------------- |
| Finalistka    | 1. | 23 maja 1971 | Hamburg | Ceglana      | Harald Elschenbroich | Heide Orth Jürgen Fassbender | 4:6, 6:3, 6:2 |